# Europaplatz (Ludwigshafen)
Der Europaplatz ist ein öffentlicher Platz in der Innenstadt von Ludwigshafen.
Ihm kommt Bedeutung zu durch die Ansiedlung der Kreisverwaltung des Rhein-Pfalz-Kreises (Hausnummer 5) sowie die Sozialbehörde der Stadt Ludwigshafen im so genannten Stadthaus Nord.

## Gestaltung
Der Platz entstand im Zusammenhang mit der Verlegung des ehemaligen Hauptbahnhofs. Ursprünglich führte von hier aus ein Viadukt über die Bahngleise vom Hemshof zum Stadtteil Mitte. 
Der 1978 eingeweihte Platz wird von öffentlichen Gebäuden mit repräsentativer Gestaltung bestimmt. Es finden sich darunter keine Wohngebäude. 
|  | Den Mittelpunkt des Platzes bildet eine Brunnenanlage. Nach Norden wird der durch das 1913 fertiggestellte Stadthaus Nord begrenzt. Dieser nach Plänen des Stadtbauamtes unter Leitung von Ernst May errichtete, schlossartige Putzbau in neuklassizistischen Formen ist – mit Ausnahme der Sprossenfenster – nahezu unberührt erhalten und steht an städtebaulich hervorgehobener Stelle. |
|  | Die Kreisverwaltung des Rhein-Pfalz-Kreises (hier die Straßenseite) schließt den Europaplatz nach Westen ab. Vor dem Eingang zum Gebäude steht eine Skulptur mit dem bezeichnenden Titel Mensch im Kreis. |
|  | Den Standort des ehemaligen Bahnhofgebäudes nimmt heute das 1977 errichtete Rathaus-Center ein. Es ist vom Europaplatz durch eine Straße und eine Hochstraße getrennt, die den Europaplatz nach Süden begrenzt. |

## Sonstiges
Die Postleitzahl des Europaplatzes ist 67063.
Koordinaten: 49° 29′ 6″ N, 8° 26′ 25,4″ O